# Њуша
Њуша (рус. Ню́ша Влади́мировна Шу́рочкина; 15. август 1990, Москва) је руска певачица, плесачица, глумица, текстописац и музички продуцент.

## Биографија

### Детињство и младост
Рођена је 15. августа 1990. године, као Ана Владимировна Шурочкина, у породици музичара. Њен отац, Владимир Вјачеславович Шурочкин (рођ. 12. априла 1966) бивши је члан поп групе Ласковый май, која је била популарна у Совјетској Русији током 90-их. Њена мајка, Ирина Шурочкина је у младости певала у рок бенду. Када је Ана имала 2 године, родитељи су јој се развели, иако су отац и ћерка остали у блиским односима. Њушина млађа сестра, Марија Шурочкина, двострука је европска јуниорска шампионка у синхроном пливању, а брат, Иван Шурочкин, бави се борилачким вештинама. Прву песму Песенка большой медведицы(Песма великог медведа) снимила је са 5 година. Први наступ је имала са 11 година као чланица групе Гризли. Група је имала турнеје по Русији и Немачкој. У 17. години име Ана променила је у Њуша.

### 2007—2009: Почетак каријере
Године 2008. заузела је 7. место на интернационалном такмичењу Новая волна(Нови талас). Исте године написала је финалну песму Вместе навсегда(Заувек заједно) за синхронизовану верзију филма Зачарана. Године 2009. снимила је свој први сингл Вою на Луну (Урлик на месецу). Њена композиција стекла је признање као Песма године. На концерту Europa Plus LIVE 2009, представила је и 2 нове песме - на руском Ангел (Анђео) и енглеском Why (Зашто).

### 2010—2011: Выбирать чудо (Изабрати чудо) и раст популарности
Године 2010, Њуша објављује свој наредни сингл Не перебивай (Не прекидај). Песма је у априлу 2010. постала најпопуларнији руски хит. Певачица је стекла номинацију за награду Muz-TV 2010 у категорији Пробој године. Крајем године, издаје деби албум Выбирать чудо (Изабрати чудо). Истоимени сингл, уједно и њен трећи, нашао се на првој позицији у Русији и ту се задржао до почетка наредне 2011. године. То је уједно и једна од њених најуспешнијих и најгледанијих песама на Јутјубу. 2011. године, издаје 3 нове песме: Больно (Болно), Выше (Више) (уједно њени 4. и 5. синглови) и Plus Près (We Can Make It Right)-дует са француским DJ-ејем и продуцентом Жилом Луком. Прва два сингла су такође била успешна, нашавши се на првој позицији топ-синглова у Русији. 22. марта, Њуша стиче номинацију за награду Muz-TV 2011 у категоријама Најбољи певач и Најбољи албум. У октобру, осваја награду Најбољи руски наступ на MTV Europe Music Awards 2011. У децембру, магазин Billboard  је њене две песме Выбирать чудо и Больно уврстио у топ песама издатих 2011. и најимпресивнијих и најзапамћенијих песама у задњих 20 година.

### 2012—2015: Даљи успех и развој
У јануару 2012. године, песма Выше се задржала на топ листама широм Русије. Током промоције њеног деби албума Выбирать чудо, 28. априла је одржала концерт у чувеној Крокус Сити Хали у Москви. Током наступа, издаје 3 нове песме: Воспоминание (Меморија), Объединение (Јединство) и You are my life (Ти си мој живот)-дует са оцем. Месец пре, Њуша је била номинована за награду MUZ-TV Awards 2012 у две категорије-Најбоља песма(Выше) и Најбољи женски извођач. Освојила је награду за Најбољу песму. Песма Воспоминание задржала се на првим местима топ листа у Русији и Украјини, поставши тако њен пети сингл који је то постигао али и први у обе земље, тиме поставши њен најуспешнији сингл. За филм Снежная королева (Снежна краљица), снимила је песму Это Новый Год (Нова година је). 1. децембра, Њуша осваја још две награде; Грамофон Златни Радио Русије за песму Воспоминание и диплому од фестивала Песма године 2012 за песму Выше. У марту 2013. године издала је други сингл Наедине (Сама) за њен други албум, за који се очекивало да буде објављен крајем године. Песма је, као и њени претходни хитови, прошла успешно на музичким топ-листама. Наредне године, Њуша је издала спот за песму Only (Једина), а у јуну наредне године, спот за песму Где ты, там я (Где ти, ту и ја)..

## Дискографија

### Албуми
- Выбирать чудо (2010)
- Объединение (2014)

### Синглови
- Вою на Луну (2009)
- Не перебивай (2010)
- Выбирать чудо (2010)
- Plus Près (We Can Make It Right)» (дует са Жилом Луком) (2010)
- Больно (2011)
- Выше (2011)
- Воспоминание (2012)
- Это Новый Год (2012)
- Наедине (2013)
- Леди N (2014)
- Только (2014)
- Don’t You Wanna Stay (2014)
- Цунами (2014)
- Где ты, там я (2015)
- Целуй (2016)
- Тебя любить (2016)

### Спотови
| Спот                             | Година | Режисер               |
| -------------------------------- | ------ | --------------------- |
| Вою на Луну                      | 2009   | Бахадир Јолдашев      |
| Не перебивай                     | 2009   | Бахадир Јолдашев      |
| Выбирать чудо                    | 2010   | Бахадир Јолдашев      |
| Plus Près (We Can Make It Right) | 2010   | Харви Кан             |
| Больно                           | 2011   | Павел Худјаков        |
| Выше                             | 2011   | Бахадир Јолдашев      |
| Воспоминание                     | 2012   | Алексеј Голубев       |
| Это Новый год                    | 2012   | Павел Владимирски     |
| Наедине                          | 2013   | Сергеј Перцев         |
| Леди N                           | 2014   | Александр Селиверстов |
| Don’t You Wanna Stay             | 2014   | Нателла Крапивина     |
| Цунами                           | 2014   | Бахадир Јолдашев      |
| Где ты, там я                    | 2015   | Сергеј Солодки        |
| Целуй                            | 2016   | Сергеј Солодки        |
| Попробуй...Почувствуй            | 2016   | —                     |
| Тебя любить                      | 2017   | Иљија Фанкформер      |
| Не боюсь                         | 2017   | Сергеј Солодки        |
| Ночь                             | 2018   | Сергеј Солодки        |
| Таю                              | 2018   | Владимир Беседин      |

## Филмографија
| Филмови | Филмови             | Филмови   | Филмови |
| Година  | Назив               | Улога     |         |
| ------- | ------------------- | --------- | ------- |
| 2011    | Јунивер             | саму себе |         |
| 2013    | Људи Хо             | саму себе |         |
| 2014    | Пријатељи пријатеља | Маша      |         |

## Позоришна достигнућа
| Филмови | Филмови   | Филмови  | Филмови                              |
| Година  | Назив     | Улога    | Локација                             |
| ------- | --------- | -------- | ------------------------------------ |
| 2014    | Петар Пан | Звончица | Спортски комплекс Олимпијски, Москва |

## Синхронизација
| Филмови | Филмови                 | Филмови   | Филмови |
| Година  | Назив                   | Улога     |         |
| ------- | ----------------------- | --------- | ------- |
| 2010    | Ранго                   | Пришила   |         |
| 2011    | Штрумфови               | Штумфета  |         |
| 2012    | Снежна краљица          | Герда     |         |
| 2013    | Пећинска породица Крудс | Гип       |         |
| 2013    | Штрумфови 2             | Штрумфета |         |
| 2014    | Снежна краљица 2        | Герда     |         |
| 2015    | Штрумфови 3             | Штрумфета |         |